# Ambra Esposito
Ambra Esposito (Napoli, 12 settembre 1996) è una nuotatrice italiana, vincitrice della medaglia d'oro ai Giochi Olimpici Giovanili 2014 nei 200 metri dorso.
Ha vinto la medaglia d'oro ai 200 m dorso ai Giochi del Mediterraneo 2013.

## Palmarès
- Giochi del Mediterraneo

Mersin 2013: oro nei 200m dorso.
- Giochi olimpici giovanili

Nanchino 2014: oro nei 200m dorso.
- Europei giovanili

Anversa 2012: bronzo nei 100m dorso e nei 200m dorso.